# 唐斯峰
唐斯峰（英語：Downs Cone）是南極洲的山峰，位於瑪麗伯德地，處於伯格爾峰西南面6公里的托尼山西南面，美國地質調查局根據測量和美國海軍拍攝的空中照片繪入地圖，現時由南極條約體系管理。